# Ettercap
Ettercap – program dla systemów Windows, Linux i Unix, który pozwala na przekierowywanie oraz diagnostykę ruchu w sieciach lokalnych (LAN). Programy tego typu nazywane są snifferami (ang. sniff „węszyć”). Pozwalają one na diagnostykę poprawnego działania sieci oraz na dokonywanie ataków MITM (ang. man in the middle „człowiek w środku”) na innych użytkowników sieci.
Program może być uruchomiony w jednym z trzech trybów graficznych:
- czysty tekst (konsola znakowa),
- ekran znakowy Ncurses (konsola znakowa),
- interfejs graficzny (X Window System).

Można korzystać z niego zarówno na konsoli tekstowej, jak i graficznie. Po uruchomieniu Ettercapa wybieramy interfejs sieciowy, który chcemy podsłuchiwać (eth0 to pierwsza karta sieciowa Ethernet). Program pozwala na wyświetlenie wszystkich aktywnych połączeń oraz przeglądanie wysyłanych przez nie danych. W trybach Ncurses i okienkowym dane wysyłane przez w obie strony widoczne są w dwóch oknach. W ten sposób można obserwować przebieg komunikacji.
Jeżeli przez sieć przesyłane są niezaszyfrowane dane, Ettercap pozwala na przechwycenie wszystkich komunikatów. Jest on skuteczny zarówno w sieciach Ethernet z hubem, jak i z przełącznikiem. W przypadku stosowania tego drugiego program stosuje technikę ARP Spoofing polegającą na wysyłaniu fałszywych pakietów protokołu ARP. Istnieje możliwość ładowania do niego zewnętrznych wtyczek (ang. plugin). Można je wykorzystać do zaawansowanych ataków MITM, gdzie dane muszą być odpowiednio preparowane w czasie rzeczywistym.